# 速水氏 (地下家)
速水氏（はやみし）は、藤原朝臣良門流と磯部氏の血を引く地下家。

## 概要
『地下家伝』では藤原盛重が始祖とされ、「良門孫利基男従三位中納言兼輔五代後胤斎院次官従五位下盛仲男」とある。ただし、盛重自身は周防国人の某あるいは伊與内供奉祐寛の子であり、後に藤原国仲の養子となっている。また、国仲は元来桓武平氏高棟流の一族（播磨守・平生昌の次男・平以康の子）であったが、藤原資国の養子となり藤原氏に改めたとされる。
藤原良門から藤原盛重までの系図は藤原良門─藤原利基─藤原兼輔─藤原守正─藤原善理─藤原資国…藤原国仲（平以康の子）…藤原盛重となっている。盛景以降は「近藤」とも称した。
盛重の嫡子は次男の藤原（近藤）盛通であったが、家督を継承したのは庶長子の肥後十郎・近藤盛景であった。盛景の次は盛通が家督を継ぎ、次に盛重の三男の出雲守・近藤成景が跡を継いで後白河院に仕えた。成景は後白河の勅宣によって後白河の寵愛を受けていた随身・磯部公春の子を養子として迎え、近藤信盛を名乗らせた。信盛も後白河の寵愛を受けたものの、後に鎮西に下向した。信盛からは信久─信茂─信友─信貞と続いた。信貞は本姓を藤原氏から磯部氏へと改めた。信貞からは─信音─信高─信泰─信景-景益と続き、景益は名字を速水へと改めた。景益からは信益─宗益─正益─武益─友益…光益（武益の子）─将益─安益─秀益─福益…類益（岡本清豊の子）─豊益─希益…邦益（豊益の子）─裕益と続いた。また、光益の子からは栄益─成益…貞益（将益の子）─宣益─昌益…益範（林庸忠の子）…亮益（林泰廉の子）…多益（本庄元之の子）…賢益（亮益の子）─長益─基益と続く庶流もあった。